# Opstand in Tibet (2008)

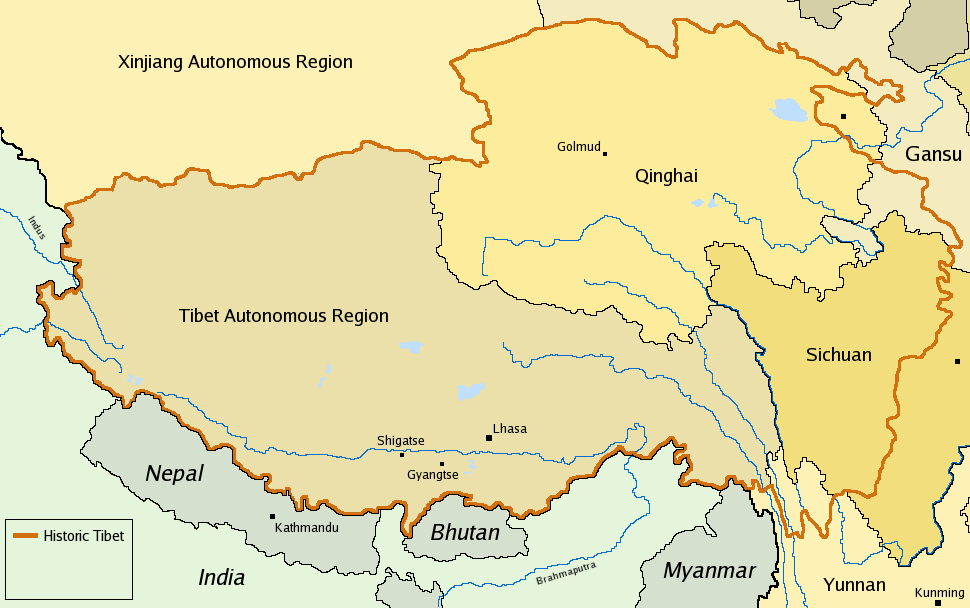
Autonome entiteiten van Tibet binnen de Volksrepubliek China

De opstand in Tibet van 2008 begonnen met de protesten op 10 maart van dat jaar tegen de Chinese bestuur in de Tibetaanse gebieden, waaronder naast de Tibetaanse Autonome Regio, ook Qinghai behoort en gebieden in Sichuan en Gansu. De onlusten begonnen aanvankelijk met vreedzame demonstraties van boeddhistische monniken.
Aanleiding voor de protesten was de jaarlijkse herdenking op 10 maart, dat dalai lama Tenzin Gyatso 49 jaar eerder na de opstand in Tibet het land moest ontvluchten. Tijdens de manifestatie werd betoogd voor de terugkeer van de Gyatso uit zijn ballingschap in McLeod Ganj, nabij Dharamsala in Noord-India en voor de onafhankelijkheid van Tibet van de Volksrepubliek China.

## Protestmarsen tegen Chinees bestuur
Monniken zetten verschillende protestmarsen uit, waar Tibetaanse burgers zich bij aansloten. Ongeveer 400 monniken trokken van het Drepung-klooster naar het centrum van Lhasa. Een andere groep vertrok vanuit het Sera-klooster. Vijftien van hen werden al snel opgepakt.
Na enkele dagen liepen de protesten uit op vernielzuchtige ongeregeldheden door overwegend jonge Tibetanen in Lhasa en later ook in andere delen van het land. De misstanden vonden zowel tegen Chinese burgers als tegen officiële overheidsinstellingen. Volgens Amnesty International liepen de demonstraties uit de handen, doordat de Chinese autoriteiten de protesten met geweld de kop indrukten. De Chinese autoriteiten zetten naast de politie het leger in, er werd traangas gebruikt en met scherpe munitie op de demonstranten geschoten.
De geweldspiraal leidde tot demonstraties wereldwijd, onder andere tijdens de fakkeltocht Olympische Spelen 2008. Over de onrust in 2008 maakten Ritu Sarin en Tenzin Sönam de Tibetaanse documentaire The Dalai Lama: 50 Years After the Fall.

## Schendingen van de mensenrechten
Bij het geweld in Lhasa overleden volgens Amnesty International tussen 79 en 140 demonstranten en werden naar schatting tussen de 1200 en 2000 demonstranten opgepakt. De Chinese overheid houdt het op 19 dodelijke slachtoffers. Amnesty International is van mening dat China tijdens de rellen in Tibet maatregelen trof die strijdig zijn met internationale mensenrechten in Tibet.
Volgens Amnesty International is er onnodig en excessief geweld gebruikt, zijn er willekeurig demonstranten opgesloten en zijn inwoners geïntimideerd. Daarnaast richtte ze de bezorgdheid op de toestand van de gevangenen, omdat uit ervaringen met andere Tibetaanse gevangenen als onder meer Takna Jigme Sangpo en Püntsog Nyidron is gebleken dat China gevangenen mishandelt en martelt. Volgens een Tibetaanse overheidsfunctionaris waren in juni 2008 van de 1.315 arrestanten 1.157 vrijgelaten.
|  |  |

## Verloop
| 10 maart | De demonstraties begonnen vreedzaam en werden vooralsnog door de Chinese autoriteiten geduld. |
| 14 maart | De demonstraties sloegen om naar ongeregeldheden in gebieden die bewoond werden door een meerderheid van Tibetanen, zoals het gebied rond de Jokhang-tempel in het oude stadsdeel van Lhasa. Hierbij werd woedde vooral gericht op winkels en voertuigen van etnische Han-Chinezen. In de loop van de dag breidden de onlusten zich verder uit over de stad. Dezelfde dag trok een grote overmacht aan Chinese veiligheidstroepen de stad binnen. De drie grootste kloosters in en rond Lhasa (Drepung, Gandain en Sera) werden van de buitenwereld afgesloten. Toeristen en vrijwilligers van hulporganisaties werden te kennen gegeven Tibet te verlaten. Chinese veiligheidstroepen patrouilleerden 's nachts door de straten van Lhasa. |
| 16 maart | Monniken demonstreerden in Aba in de provincie Sichuan. Chinese veiligheidstroepen reageerden daarop met traangas, omsingelden een klooster en schoten daarbij acht monniken dood. |
| 20 maart | Rond 300 Tibetanen marcheerden in de gebieden Gannan en Tianzhu in de Chinese provincie Gansu met foto's van de dalai lama naar regeringsgebouwen. In dezelfde provincie in de stad Lanzhou hielden honderd Tibetaanse studenten aan de universiteit een zitstaking. Volgens ooggetuigen zijn in deze provincie ook mensen omgekomen. De Tibetaanse regering in ballingschap sprak over tachtig doden in dit gebied. |

De dalai lama toonde zich bezorgd op grond van de berichtgeving en riep beide zijden op af te zien van geweld. Hij dreigde op 18 maart af te treden als leider van de hoofd van de Tibetaanse regering in ballingschap wanneer het geweld niet zou stoppen.

## Politieke gevangenen
In 2008 werden onder meer de volgende Tibetanen gevangengezet:
- Drölma Kyi
- Jamyang Kyi
- Washu Rangjong
- Döndrub Wangchen